# Ocotlán de Morelos
Ocotlán de Morelos là một đô thị thuộc bang Oaxaca, México. Năm 2005, dân số của đô thị này là 19581 người.